# Vall del Juba
Vall del Juba és el nom que es dona sovint a Somàlia a la regió de Jubaland, ja que aquest nom és d'origen anglès i la seva traducció seria Terra del Juba. Vall del Juba, que seria equivalent a la conca del riu Juba, és un nom més adequat, ja que després del 1925 la Jubalàndia històrica (les terres a l'oest del riu Juba) va incloure territoris també a la part oriental del riu. La vall del Juba està formada per les regions de Gedo, Jubbada Hoose i Jubbada Dhexe.
El nom fou agafat per l'Aliança de la Vall del Juba, formada el 1999 per la unió de dos grups que havien lluitat contra el general Muhammad Siyad Hersi, àlies Morgan, i que van dominar part de la regió entre 1999 i 2006.